# Androsace tribracteata
Androsace tribracteata là một loài thực vật có hoa trong họ Anh thảo. Loài này được R.F.Huang mô tả khoa học đầu tiên năm 1996.